# Sekyere Central (distrito)
Sekyere Central es un distrito de la región de Ashanti, Ghana. En septiembre de 2018 tenía una población estimada de 85 241 habitantes.
Se encuentra ubicado en el centro-sur del país, cerca de la ciudad de Kumasi, del lago Bosumtwi y al oeste del lago Volta. 